# Tysk-österrikiska backhopparveckan 1981/1982
Tysk-österrikiska backhopparveckan 1981/1982 ingick i backhoppningsvärldscupen 1981/1982. 
Man hoppade i Oberstdorf den 30 december 1981, den 1 januari 1982 hoppade man i Garmisch-Partenkirchen och den 4 januari 1982 hoppade man i Innsbruck. Sista deltävlingen i Bischofshofen hoppades den 6 januari 1982.

## Oberstdorf
- Datum: 30 december 1981
- Land:  Västtyskland
- Backe: Schattenbergschanze

| Placering | Hoppare           | Land         | Poäng |
| --------- | ----------------- | ------------ | ----- |
| 01        | Matti Nykänen     | Finland      | 239,9 |
| 02        | Manfred Deckert   | Östtyskland  | 239,3 |
| 03        | Thomas Prosser    | Västtyskland | 233,2 |
| 04        | Kari Ylianttila   | Finland      | 226,0 |
| 05        | Christoph Schwarz | Västtyskland | 225,4 |
| 06        | Dag Holmen-Jensen | Norge        | 223,2 |
| 07        | Primož Ulaga      | Jugoslavien  | 220,9 |
| 08        | Klaus Ostwald     | Östtyskland  | 220,1 |
| 09        | Roger Ruud        | Norge        | 219,6 |
| 010       | Johan Sætre       | Norge        | 219,5 |

## Garmisch-Partenkirchen
- Datum: 1 januari 1982
- Land:  Västtyskland
- Backe: Große Olympiaschanze

| Placering | Hoppare           | Land         | Poäng |
| --------- | ----------------- | ------------ | ----- |
| 01        | Roger Ruud        | Norge        | 237,0 |
| 02        | Manfred Deckert   | Östtyskland  | 236,6 |
| 03        | Andreas Bauer     | Västtyskland | 232,4 |
| 04        | Per Bergerud      | Norge        | 232,0 |
| 05        | Matti Nykänen     | Finland      | 228,2 |
| 06        | Christoph Schwarz | Västtyskland | 227,5 |
| 07        | Alfred Groyer     | Österrike    | 229,9 |
| 08        | Halvor Asphol     | Norge        | 229,4 |
| 09        | Olav Hansson      | Norge        | 229,2 |
| 09        | Hubert Neuper     | Österrike    | 229,2 |

## Innsbruck
- Datum: 4 januari 1982
- Land:  Österrike
- Backe: Bergiselschanze

| Placering | Hoppare           | Land         | Poäng |
| --------- | ----------------- | ------------ | ----- |
| 01        | Manfred Deckert   | Östtyskland  | 243,5 |
| 01        | Per Bergerud      | Norge        | 243,5 |
| 03        | Roger Ruud        | Norge        | 243,3 |
| 04        | Andreas Bauer     | Västtyskland | 241,7 |
| 05        | Matthias Buse     | Östtyskland  | 234,4 |
| 05        | Alfred Groyer     | Österrike    | 234,4 |
| 07        | Johan Sætre       | Norge        | 233,9 |
| 08        | Hubert Neuper     | Österrike    | 233,3 |
| 09        | Dag Holmen-Jensen | Norge        | 231,9 |
| 010       | Ernst Vettori     | Österrike    | 230,6 |

## Bischofshofen
- Datum: 6 januari 1982
- Land:  Österrike
- Backe: Paul-Ausserleitner-Schanze

| Placering | Hoppare           | Land        | Poäng |
| --------- | ----------------- | ----------- | ----- |
| 01        | Hubert Neuper     | Österrike   | 240,5 |
| 02        | Halvor Asphol     | Norge       | 238,4 |
| 03        | Armin Kogler      | Österrike   | 237,6 |
| 04        | Per Bergerud      | Norge       | 237,1 |
| 05        | Manfred Deckert   | Östtyskland | 232,0 |
| 06        | Klaus Ostwald     | Östtyskland | 229,4 |
| 07        | Dag Holmen-Jensen | Norge       | 225,2 |
| 07        | Adolf Hirner      | Österrike   | 225,2 |
| 09        | Ole Bremseth      | Norge       | 225,0 |
| 010       | Matthias Buse     | Östtyskland | 224,4 |

## Slutställning
| Placering | Hoppare           | Land         | Poäng |
| --------- | ----------------- | ------------ | ----- |
| 01        | Manfred Deckert   | Östtyskland  | 951,4 |
| 02        | Roger Ruud        | Norge        | 915,4 |
| 03        | Per Bergerud      | Norge        | 907,9 |
| 04        | Christoph Schwarz | Västtyskland | 904,5 |
| 05        | Hubert Neuper     | Österrike    | 897,8 |
| 05        | Halvor Asphol     | Norge        | 897,8 |
| 07        | Andreas Bauer     | Västtyskland | 894,5 |
| 08        | Dag Holmen-Jensen | Norge        | 890,8 |
| 09        | Alfred Groyer     | Österrike    | 889,2 |
| 010       | Armin Kogler      | Österrike    | 879,5 |